# Vladímir Fedosenko
Vladímir Vladímirovih Fedosenko –en ruso, Владимир Владимирович Федосенко– (Krasnodar, 8 de febrero de 1990) es un deportista ruso que compitió en piragüismo en la modalidad de aguas tranquilas. Ganó una medalla de oro en el Campeonato Mundial de Piragüismo de 2011, en la prueba de C1 500 m.

## Palmarés internacional
| Campeonato Mundial | Campeonato Mundial | Campeonato Mundial | Campeonato Mundial |
| Año                | Lugar              | Medalla            | Competición        |
| ------------------ | ------------------ | ------------------ | ------------------ |
| 2011               | Szeged (Hungría)   | Medalla de oro     | C1 500 m           |